# Bertrancourt
Bertrancourt é uma comuna francesa na região administrativa de Altos da França, no departamento de Somme. Estende-se por uma área de 6,09 km². Em 2010 a comuna tinha 221 habitantes (densidade: 36,3 hab./km²).